# Lucius Titinius Pansa Saccus
Lucius Titinius Pansa Saccus was een tribunus militum consulari potestate in 400 en 396 v.Chr. Hij was van patricische afkomst.

## Antieke bronnen
- Livius, Ab Urbe Condita V 12, 18.
- Fasti Capitolini.